# Kanoten
Kanoten (auch: Kanothen, polnisch Kanoty) ist eine verwaiste Ortsstelle in der polnischen Woiwodschaft Ermland-Masuren. Sie liegt im Bereich der Gmina Barciany (Landgemeinde Barten) im Powiat Kętrzyński (Kreis Rastenburg).

## Geographische Lage
Die Ortsstelle Kanoten liegt am Ometfluss in der nördlichen Woiwodschaft Ermland-Masuren unmittelbar im Grenzgebiet zur russischen Oblast Kaliningrad (Gebiet Königsberg (Preußen)). Die einstige Kreisstadt Gerdauen (heute russisch Schelesnodoroschny) ist vier Kilometer in nördlicher Richtung entfernt.

## Geschichte

### Ortsgeschichte
Kabnoten bzw. Kawnothen – nach 1437 Gravenotten, um 1782 Kanothen, nach 1785 Knoten und nach 1820 Kanoten genannt – wurde vor 1384 gegründet. Am 9. April 1874 wurde der Gutsort Amtsdorf und damit namensgebend für einen Amtsbezirk im Kreis Gerdauen im Regierungsbezirk Königsberg in der preußischen Provinz Ostpreußen. Am 6. März 1932 wurde der Amtsbezirk Kanoten in „Amtsbezirk Posegnick“ umbenannt.
Im Jahre 1910 zählte der Gutsbezirk Kanoten 231 Einwohner. Am 30. September 1928 gab das Gotsdorf Kanoten seine Eigenständigkeit auf und schloss sich mit der Landgemeinde Doyen (1938 bis 1945 Dugen, polnisch Duje) und den Gutsbezirken Korklack (Kurkławki) und Posegnick (russisch Sori) zur neuen Landgemeinde Posegnick zusammen.
1945 wurde das gesamte südliche Ostpreußen in Kriegsfolge an Polen überstellt. Die Grenze zum nördlichen und an Russland überstellten Teil Ostpreußens lag nur wenige hundert Meter im Norden von Kanoten. Für den deutschen Namen wurde die polnische Form „Kanoty“ gewählt. Nur wenige Menschen lebten hier, doch bald wurde die Siedlung geschlossen und die Ortsstelle ist heute menschenleer, kein Gebäude erinnert mehr an die Existenz eines Gutsdorfes. Von Michałkowo (Langmichels) an der Woiwodschaftsstraße 591, der früheren deutschen Reichsstraße 141, aus führt nur noch ein Fahrweg in die Richtung des einstigen Ortes.

### Amtsbezirk Kanoten (1874–1932)
Der Amtsbezirk Kanoten bestand ursprünglich aus fünf Orten, am Ende nur noch aus einem einzigen:
| Deutscher Name           | Name nach 1945 | Staatszugehörigkeit nach 1945 | Bemerkungen                                                |
| ------------------------ | -------------- | ----------------------------- | ---------------------------------------------------------- |
| Bawien 1938–1945 Bauden  | Nikitino       | RUS                           | 1928 nach Arnsdorf (Amtsbezirk Momehnen) eingemeindet      |
| Doyen 1938–1945 Dugen    | Duje           | PL                            | 1928 nach Posegnick eingegliedert                          |
| Kanoten                  | Kanoty         | PL                            | 1928 nach Posegnick eingegliedert                          |
| Langmichels              | Michałkowo     | PL                            | vor 1928 nach Kanoten eingemeindet                         |
| Posegnick                | Sori           | RUS                           |                                                            |
| ab etwa 1883: Blumenthal | Maciejki       | PL                            | 1928 nach Momehnen (gleichnamiger Amtsbezirk) eingemeindet |

Am 6. März 1932 kam vom einstigen Amtsbezirk Kanoten lediglich die Landgemeinde Posegnick zum Amtsbezirk Posegnick.

## Wasserkraftwerk Kanoten

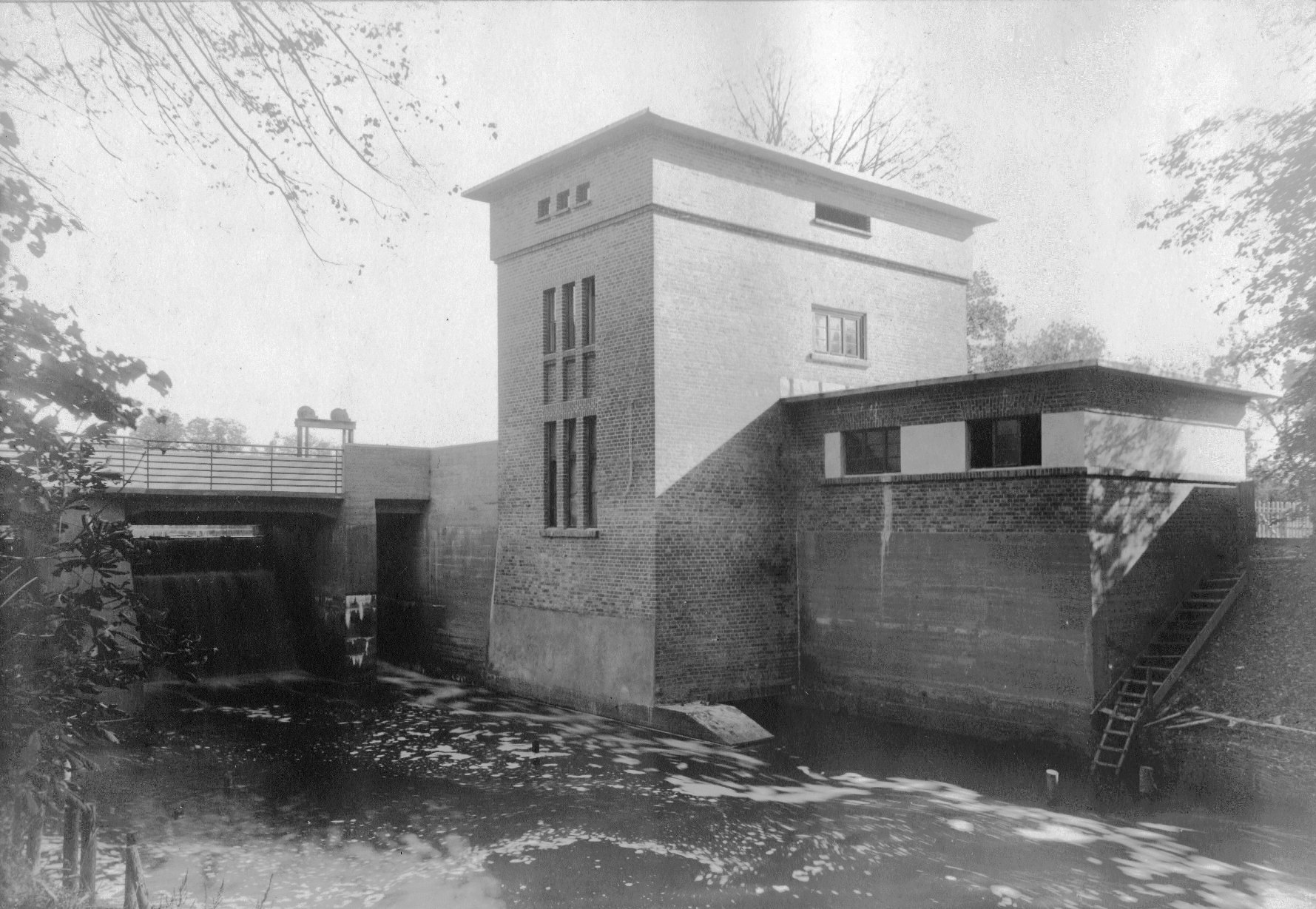
Wasserkraftanlage Kanoten

Im Jahre 1926 erbaute der deutsche Architekt Heinrich Westphal (1889–1945) am Ometfluss in Kanoten eine Wasserkraftanlage, die heute jedoch nicht mehr besteht.

## Kirche
Bis 1945 war Kanoten in das evangelische Kirchspiel Gerdauen (russisch Schelesnodoroschny) in der Kirchenprovinz Ostpreußen der Kirche der Altpreußischen Union sowie in die römisch-katholische Kirche Insterburg (russisch Tschernjachowsk) im Bistum Ermland eingepfarrt.

## Aus dem Ort gebürtig
- Bernhard von Pressentin (1837–1914), Fideikommissbesitzer, Mitglied des Deutschen Reichstags